# Сапета Назар Богданович
Наза́р Богда́нович Сапе́та — сержант Збройних сил України, учасник російсько-української війни, що відзначився під час російського вторгнення в Україну. Герой України (2025).

## Життєпис
Під час російського вторгнення в Україну — штурмовик 80-ї окремої десантно-штурмової Галицької бригади ДШВ Збройних сил України. Під час виконання одного з бойових завдань втратив ногу і руку. У ході реабілітації на втрачені кінцівки йому встановлено протези.

## Нагороди
- Звання Герой України з врученням ордена «Золота Зірка» (21 лютого 2025) — за особисту мужність і героїзм, виявлені у захисті державного суверенітету та територіальної цілісності України, самовіддане служіння Українському народові[2].
- Медаль «За військову службу Україні» (28 листопада 2022) — за особисту мужність і самовіддані дії, виявлені у захисті державного суверенітету та територіальної цілісності України, вірність військовій присязі[3]
- Орден «За мужність» ІІ ступеня (4 червня 2022) — за особисту мужність і самовіддані дії, виявлені у захисті державного суверенітету та територіальної цілісності України, вірність військовій присязі[4]
- Орден «За мужність» ІІІ ступеня (21 серпня 2020) — за вагомий особистий внесок у зміцнення обороноздатності Української держави, мужність, виявлену під час бойових дій, зразкове виконання службових обов'язків та високий професіоналізм[5]